# Bert Donnepp
Bert Donnepp (* 22. April 1914 in Roßlau (Elbe); † 16. November 1995 in Marl) war ein deutscher Pädagoge und Publizist. Er war Initiator des Grimme-Preises, Gründer des Grimme-Instituts und Namensgeber für den Bert-Donnepp-Preis.

## Familie und Ausbildung
Bert Donnepp wurde am 22. April 1914 in Roßlau an der Elbe im damaligen Herzogtum Anhalt geboren. Sein Vater war bis zu seiner Pensionierung 1935 Bürgermeister von Roßlau.  
Donnepp besuchte das Goethe-Reform-Realgymnasium in Dessau. Nach dem Abitur studierte er Geschichtswissenschaft, Pädagogik, Philosophie, Psychologie und Publizistikwissenschaft an der Universität Leipzig. Dort bestand er 1938 das Pädagogische Staatsexamen.
Ab 1940 war Donnepp in der Wehrmacht und nahm am Zweiten Weltkrieg teil. Er kam in amerikanische Kriegsgefangenschaft, aus der er 1945 entlassen wurde.
Von 1943 bis zu seinem Tod war Donnepp mit der späteren Juristin und Politikerin Inge Donnepp (geb. Schnepper; 1918–2002) verheiratet, die ab 1975 Ministerin für Bundesangelegenheiten und von 1978 bis 1983 Justizministerin von Nordrhein-Westfalen war. Das Paar hat zwei Söhne.
1950 promovierte er an der Westfälischen Wilhelms-Universität Münster zum Dr. phil.

## Beruflicher Werdegang
Im Oktober 1945 ließ  sich Bert Donnepp in Marl im nördlichen Ruhrgebiet in Nordrhein-Westfalen nieder. Dort war er von 1946 bis 1948 zunächst als Lehrer beim Schulverband Marl beschäftigt, bevor er 1949 zum Direktor des Bildungswerks der Stadt Marl ernannt wurde. Auf Initiative von Donnepp begann die Stadt Marl mit der Planung eines eigenen Hauses für kommunale Erwachsenen- und Weiterbildung. Es wurde 1955 als erste Institution dieser Art in der Bundesrepublik unter dem Namen „die insel“ eingeweiht.
Donnepp erkannte früh die Möglichkeiten des damals noch jungen Massenmediums Fernsehen für die Erwachsenenbildung. Er setzte sich beim Deutschen Volkshochschul-Verband (DVV) dafür ein, einen Preis für Fernsehproduktionen auszuloben, die die Möglichkeiten des Mediums auf hervorragende Weise für die Erwachsenenbildung nutzen. Auf seine Initiative wurde der nach dem ersten Generaldirektor des Nordwestdeutschen Rundfunks, Adolf Grimme (1889–1963), benannte Adolf-Grimme-Preis geschaffen. Der undotierte Preis wird seit 1964 jährlich in Marl vergeben, seit 2010 heißt er nur noch Grimme-Preis.

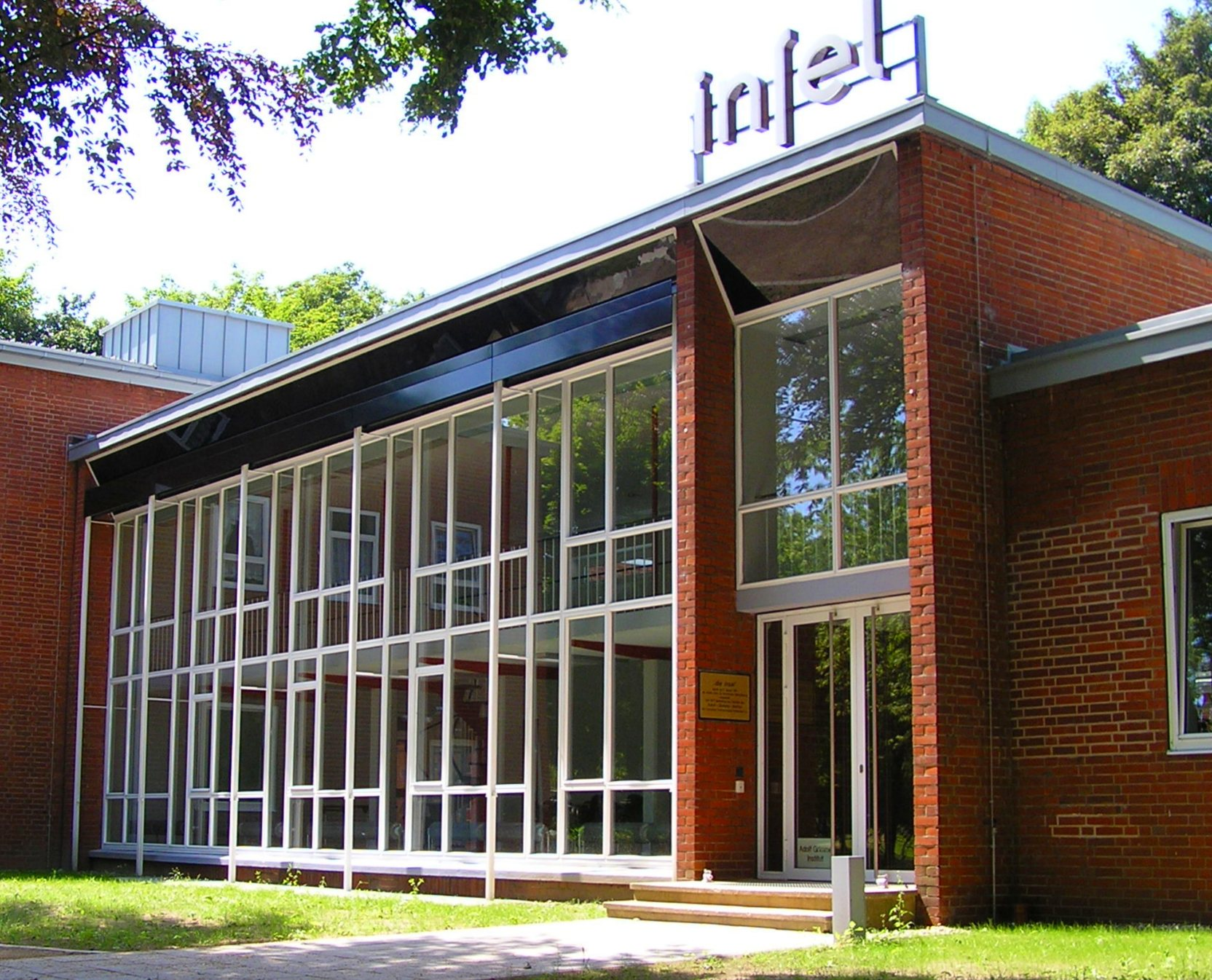
Grimme-Institut in Marl

Nachdem der Preis in den ersten Jahren vom Bildungswerk der Stadt Marl vergeben wurde, übernahm dies später das von Donnepp 1973 in Marl gegründete Adolf-Grimme-Institut (seit 2010 umbenannt in Grimme-Institut). Bert Donnepp war von 1961 bis 1977 Leiter des Wettbewerbs für den Adolf-Grimme-Preis und von 1974 bis 1985 Vorsitzender des Kuratoriums des Adolf-Grimme-Instituts.
Bert Donnepp wurde 1979 als Direktor des Bildungswerks der Stadt Marl in den Ruhestand verabschiedet, blieb aber auch danach beim Adolf-Grimme-Institut und als Publizist aktiv. Donnepp starb am 16. November 1995 im Alter von 81 Jahren in Marl.
Nach ihm ist der mit 5000 Euro dotierte Bert-Donnepp-Preis benannt, der seit 1991 jährlich vom Verein der Freunde des Adolf-Grimme-Preises vergeben wird.

## Weitere Ehrungen
- 1995 verlieh das Land Nordrhein-Westfalen Donnepp kurz vor seinem Tod den Professorentitel.[1]
- 2014 benannte die Stadt Marl zum 100. Geburtstag von Bert Donnepp das vom Grimme-Institut genutzte Gebäude offiziell nach ihm.[2]

## Veröffentlichungen (Auswahl)
- Die deutsche Presse 1946, Recklinghausen 1946
- Fernsehen: Hinweise für die Erwachsenenbildung, Marl 1955
- Der Adolf-Grimme-Preis: Möglichkeiten und Grenzen einer Kooperation Erwachsenenbildung, Fernsehen, Marl 1973
- Fünfundzwanzig Jahre Erwachsenenbildung im Spiegel einer Zeitschrift, Braunschweig 1974
- Für ein kulturelles Stadtbewusstsein: Beiträge der Erwachsenenbildung am Beispiel der Insel Marl, Bad Heilbrunn/Obb. 1992